# シネマテーク9
伸さんのシネマテーク9（のぶさんのシネマテークナイン）は青森放送ラジオ番組の映画音楽番組である。2002年4月1日（月）午後9時から午後10時までの1時間番組でスタート、ナイターオフには20分、ナイターインには30分の放送。2006年10月現在の放送時間は土曜8:25-8:45。
パーソナリティは映画好きな青森放送アナウンサー鈴木伸夫。

## 概要
かつて「ナイトブリッジ・フォー・ユー」枠内で放送された番組の現代版。
番組タイトルの「シネマテーク」はフランス語で映画を収集・保存する施設の意味、すなわち「映画の博物館」。タイトル末尾の9は、当初スタートが午後9時から放送されたことと、1回の放送で約9曲をオンエアすることに由来するものである。
番組のキャッチコピーは、「映画は世界の共通語　映画は文化のバロメーター」。
内容は題名通り映画音楽を放送する番組。リスナーからもリクエストを受け付ける。
監督や俳優など映画関係の物故者を追悼する企画や、映画のサウンドトラックを使い、「ラジオで映画をみせる」という「ラジオ映画劇場」と題した特集もある。
2004（平成16年）2月中旬-3月中旬、鈴木伸夫の病気で、伊東幸子アナや米澤章子アナが代打を務めた。その後2004年3月に復帰している。代打放送時は番組タイトルから「伸さんの」がとれて「シネマテーク9」として放送した。
タイトルコールは秋山博子アナウンサー。2006年（平成17年）3月27日の放送で200回を迎えている。なお、番組改編により、2006年10月より放送時間帯を土曜朝に移す。
しかし近年では景気低迷などの影響で『民間放送の宿命』により、2008年6月28日をもって最終回を迎え、前身時代から約38年：通算1081回の歴史に幕を下ろすこととなった。

## 放送時間の移り変わり
- 2002年4月 - 9月（第1回 - 第27回） - 21:00 - 22:00（60分）
- 2002年10月 - 2003年3月（第28回 - 第52回） - 21:30 - 22:00（30分）
- 2003年4月 - 9月（第53回 - 第78回） - 20:30 - 21:30（60分）
- 2003年10月 - 2004年3月（第79回 - 第97回） - 21:30 - 22:00（30分）
- 2004年4月 - 9月（第98回 - 第122回） - 20:30 - 21:00（30分）
- 2004年10月 - 2005年3月（第123回 - 第147回） - 21:30 - 21:50（20分）
- 2005年4月 - 9月（第145回 - 第174回） - 20:30 - 21:00（30分）
- 2005年10月 - 2006年3月（第175回 - 第200回） - 21:30 - 21:50（20分）
- 2006年4月 - 9月（第201回 - 第226回） - 20:30 - 21:00（30分）

以上が月曜日の放送。
- 2006年10月 - 2008年6月 - 土曜8:25 - 8:45（20分）

※ 特別番組等による休止、時間短縮の場合がある。

## シネマテーク9への変遷
現在の「シネマテーク9」の前身として、「ナイトブリッジ・フォー・ユー　映画音楽専科」、「ナイトブリッジ・フォー・ユー　シネマテーク005（ダブルオーファイブ）」がある。いずれも鈴木伸夫が担当しており、映画の話題や映画音楽を放送する内容である。
「ナイトブリッジ・フォー・ユー　映画音楽専科」（ナイトブリッジ・フォー・ユー えいがおんがくせんか）
1970（昭和45年）10月5日（火）30分番組でスタート。1971年1月から1時間番組となる。鈴木伸夫と江口哲子のコンビ、ディレクター石戸芙沙子（現在　榊）、1971年10月6日まで二人コンビで放送。1973年3月28日放送終了（全125回）。
「ナイトブリッジ・フォー・ユー　シネマテーク005」（ナイトブリッジ・フォー・ユー シネマテークダブルオーファイブ）
1976（昭和51年）4月9日から1982（昭和57年）3月26日まで6年間・計310回放送。タイトルの"005"は、放送開始当時午前0時05分スタートだったことから、映画「007シリーズ」をもじってつけられたもの。
前身として、1975（昭和50年）10月から1976（昭和51年）3月までの6ヶ月間、「ナイトブリッジフォーユー粋な水曜日（－いきなすいようび）」が番外編としてある。構成作家は伊奈かっぺい。